# ソウル公演芸術高等学校
ソウル公演芸術高等学校（ソウルこうえんげいじゅつこうとうがっこう、朝: 서울공연예술고등학교、漢：서울公演藝術高等學校、英: School of Performing Arts Seoul）は、ソウル特別市九老区に所在する私立高等学校。学校名の略称は서공예 （ソコンイェ）、SOPA。アイドルが通う学校として知られており、多くの芸能人を輩出している。

## 概要
韓国で初めて設立された公演芸術分野の特殊目的高等学校で、MBCアカデミーなどの公演芸術関連企業と連携している。韓国の高校で唯一、ステージセットについて学ぶ舞台美術科を開設している。キリスト教主義の私立学校で、クリスチャン精神のもと「キリストを倣う愛の奉仕教育」を第一の教育方針としている。教育とビジネスは切り離すべきであるという理念のもと、生徒に対する仕事の斡旋や芸能関係者を招いた学内オーディションなどは一切行われていない。地域社会での公演主催、ロシア、タイ、フィリピンなど学校単位の海外公演を行っている。韓国外務省登録のNGO団体である韓日社会文化フォーラムとの協定による日本人高校生の交換留学制度があり、韓日社会文化フォーラムの姉妹団体コリアプラザひろばが唯一の留学受付窓口を担当している。韓国内の他の高等学校同様、直営給食で学校年度は3月から翌年2月、二学期制の三年教育課程。学業と仕事の両立を支援するべく、芸能活動も単位として認められている。校舎の設計は韓国芸術総合学校校舎を設計した建築家スン・ヒョサンが、学校指定の制服デザインはファッションデザイナーのイ・サンボンが手がけた。学校を象徴する木はイチョウ、花はバラ、学校の前身は女子校で商業高校。現住所への新築移転前の所在地は九老工業団地だった。

## 沿革
- 1966年 3月6日 - ジョンヒ公民学校として開校
- 1981年 3月2日 - ジョンヒ女性商業学校に昇格
- 1984年 7月27日 - 学校法人ムンソン学院設立認可
- 1996年 2月26日 - キム・ウンオク理事長就任
- 1996年 10月2日 - 法人名をチョンウン学園に改称、学校名をウニル女性情報産業高等学校に改称
- 2001年 10月15日 - 男女共学に変更、ウンイル情報産業高等学校
- 2002年 2月28日 - パク・チェリョン校長就任
- 2007年 3月1日 - 公演芸術マネジメント科、文化広報デザイン科、文化映像メディア科新設
- 2008年 1月13日 - 芸術系特殊目的高校承認
- 2008年 6月11日 - 芸術系特殊目的高校設立認可、ソウル公演芸術高等学校に改称
- 2008年 9月1日 - 現学校敷地九老区宮洞 147-1に校舎新築移転
- 2009年 3月1日 - 最初の新入生入学

## 開設学科
- 実用音楽科 - 学級数: 各学年2、計6
- 実用舞踊科 - 学級数: 各学年1、計3
- 舞台美術科 - 学級数: 各学年2、計6
- 演劇映画科 - 学級数: 一、二年生2、計4
- 放送芸能科 - 学級数: 三年生1
- 演技芸術科 - 学級数: 三年生1

## 交通アクセス
- 地下鉄 - 下車後バスに乗り換え、または徒歩20分[1]
  - 1号線（京仁線）温水駅（聖公会大）8番出口
  - 7号線温水駅（聖公会大入口）6番出口
- バス[4]
  - 支線バス - グリーン
    - 6613番
    - 6616番
    - 6716番

  - 幹線バス - ブルー
    - 160番 - 温水駅で降車後乗り換え
    - 600番 - 温水駅で降車後乗り換え
    - 651番 - ソウル大正門（西部トラックターミナルで降車後ガソリンスタンド前でグリーンバス6716番乗り換え）
    - 660番 - 温水駅で降車後乗り換え

## 主な出身者
| 年度       | 出身者 | 参考                               |
| ---------- | --- | ---------------------------------- |
| 2012年卒業 | - カイ（EXO） - ゴンチャン（B1A4） - ジエ（LOVELYZ） - ジュンQ（MYNAME） - ディモテオ（HOTSHOT） - ドンウォン（KNK） |                                    |
| 2013年卒業 | - セフン（EXO） - スルギ（Red Velvet） - ペ・スジ（miss A） - ヘリ（Girl's Day） - ソルリ（f(x)） - ソン・ナウン（Apink） - ユギョン（Apink） - スンジン（A-JAX） - ジュニョル（Stellar） - ヘリョン（EXID） - ヨンジ（KARA） - ジェヒョン（N.Flying） - セボム（FAVORITE） - チョン・ダウン（元2EYES） | [ 16 ] [ 17 ] [ 18 ]               |
| 2014年卒業 | - オ・ナムジュ（Apink） - ファン・ミニョン（NU'EST） - エスクプス（SEVENTEEN） - EXY（宇宙少女） - テヨン（NCT） - Y（Golden Child） - クォン・ウンビ - リッキー（TEENTOP） - ヨンミン（BOYFRIEND） - グァンミン（BOYFRIEND） - ミヌ（BOYFRIEND） - チェ・ジン（MYNAME） - テハ（Berry Good） - ディエナ（SONAMOO） - ナヒョン（SONAMOO） |                                    |
| 2015年卒業 | - ジョイ（Red Velvet） - ヨヌ（MOMOLAND） - ウォヌ（SEVENTEEN） - ハヨン（Apink） - スビン（宇宙少女） - ゼロ（B.A.P） - イ・ハイ - イェリン（GFRIEND） - スンヨン（CLC） - ウィジン（UNI.T） - ジェニー（DIA） - ヒジュン（KNK） - ミンジ（S.I.S） - ウォンサン（LUCY） |                                    |
| 2016年卒業 | - ジェヒョン（NCT） - チェヨン（DIA、元I.O.I） - ドギョム（SEVENTEEN） - ジホ（OH MY GIRL） - ソンソ（宇宙少女） - ホン・ウンギ（RAINZ） - ユジュ（GFRIEND） - スジョン（LOVELYZ） - チャンジュン（Golden Child） - ウナ（GFRIEND） - イ・チャン（DKB） - ウンス（MYTEEN） - ソユル（Berry Good） - ウンジン（SIA） - ウジン（元Stray Kids） | [ 19 ]                             |
| 2017年卒業 | - ジョングク（BTS(防弾少年団)） - イェウン（CLC） - レナ（PRISTIN） - ウヌ（PRISTIN） - イェビン（PRISTIN） - ギョルギョン（PRISTIN） - オムジ（GFRIEND） - ヒョンジュ（UNI.T） - シンビ（GFRIEND） - ウンソ（宇宙少女） - ファヌン（ONEUS） - ウソク（PENTAGON） - ナユン（MOMOLAND） - ダイェ（Berry Good） - セヒョン（Berry Good） - ゴウン（Berry Good） - ヒョソン（H.U.B） - ハヌン（ONEUS） - サンディ（Apple.B） - ユジ（Apple.B） - ロヨン（ANS） - クォンヒョプ（WAKER）                         | [ 20 ] [ 21 ] [ 22 ] [ 23 ] [ 24 ] |
| 2018年卒業 | - ナウン（APRIL） - パク・ジフン（元Wanna One） - ドヨン（Weki Meki、元I.O.I） - チャニ（SF9） - アリン（OH MY GIRL） - マーク（NCT） - ダヨン（宇宙少女） - ヨルム（宇宙少女） - ボラ（Cherry Bullet） - イェ・ハナ（PRISTIN） - ユノ（ATEEZ） - ミナ（Gugudan） - キム・ドンヒョン（Golden Child） - カン・ミン（ROMEO） - カウル（FAVORITE） - ドンミョン（ONEWE） - ミンソク（ONF） | [ 25 ] [ 26 ]                      |
| 2019年卒業 | - リア（ITZY） - ヒョンジン（Stray Kids） - イ・デフィ（AB6IX、元Wanna One） - イェナ（APRIL） - シヨン（PRISTIN） - ジフン（BXB、元TRCNG） - ハヨン（TRCNG） - ハクミン（TRCNG） - ジュニョン（IZ） - ユジョン（BAE173） - アイン（MOMOLAND） - ソミ（DIA） - ユジョン（Weki Meki、元I.O.I） - ヨンスン（VERIVERY） - テリョン（LUNARSOLAR） - ヨニ（Rocket Punch） - ジョンヒ（FAVORITE） - ミソ（A.De） - ヘヨン（gugudan） - チャニョン（D-CRUNCH） - ジョンファン（BDC） - ジュ（SECRET NUMBER）       | [ 27 ] [ 28 ]                      |
| 2020年卒業 | - キム・ミンジュ（元IZ*ONE） - カリン（ELRIS） - ホヒョン（TRCNG） - スミン（DreamNote） - ユンギョン（Rocket Punch） - スユン（Rocket Punch） - リイナ（H1-KEY） - ジンソル（APRIL） - リナ（Weki Meki） - エリック（THE BOYZ） - ジュンソ（DKB） - クスル（Girls' Alert） - ロミン（E'LAST） - アラ（FAVORITE） - ヒョンミン（Apple.B） - サンジェイ（GIRLKIND） - ヒョンビン（Bandage） - ジュハン（BLITZERS） - スジョン（Hi-L） - シオン（Geenius） - セビョル（WAKER） - クロエ・ヤング（BADVILLAIN） | [ 29 ] [ 30 ] [ 31 ] [ 32 ]        |
| 2021年卒業 | - I.N（Stray Kids） - チェリン（Cherry Bullet） - アラ（ILY:1） - ウンジョ（DreamNote） - パン・イェダム（元TREASURE） - カンミン（TRCNG、BXB） - テソン（TRCNG） - ウヨプ（TRCNG） - ナヨン（LIGHTSUM） - レイチェル（APRIL） - ルーシー（Weki Meki） - ヨジン（今月の少女） - ボミン（REDSQUARE） - ディラン（D-CRUNCH） - サンシャイン（NATURE） - ヘナ（ANS） - キヒョン（NTX） - ヒョンシン（HOT ISSUE） - テフン (NINE.i)                                                                             | [ 33 ] [ 34 ]                      |
| 2022年卒業 | - レイ（IVE） - キム・ダヨン（Kep1er） - ジホン（fromis_9） - ダナ（HOT ISSUE） - イ・ウンサン（YOUNITE､元X1） - チャン・ソンホ - スンハン（元RIIZE） - ウニル（TRENDZ） - イェウォン（mimiirose） - キム・ミンソン（TIOT） - ヘジュ（CLASS:y） - ハユン（PRIMROSE） - アンダミロ（Geenius） - ハンナ（X:IN） | [ 35 ]                             |
| 2023年卒業 | - ウォニョン（IVE､元IZ*ONE） - パク・ジョンウ（TREASURE） - ユジョン（LIGHTSUM） - イ・ジェヒ（Weeekly） - ウジュ（BLITZERS） - イェスル（Hi-L） - レミ（Cherry Bullet） - キム・ヨンギュ（ATBO） - ウンギ（HI CUTIE） - スンチャン（Newkidd） | [ 36 ] [ 37 ] [ 38 ]               |
| 2024年卒業 | - ダヒョン（Rocket Punch） - ソ・ジョンファン（TREASURE） - キム・ガラム（元LE SSERAFIM） - ジウノ（LUN8） - スイン（MEOVV） - アオン（CRAZANGEL） |                                    |